# Philorinum
Philorinum — род стафилинид из подсемейства Omaliinae.

## Описание
Голова посередине без глубоких продольных бороздок, у переднего края с неглубокими вдавлениями, под глазами без каёмок.

## Систематика
К роду относятся:
- вид: Philorinum floricola Wollaston, 1864
- вид: Philorinum hopffgarteni Eppelsheim, 1892
- вид: Philorinum pallidicorne Fairmaire, 1860
- вид: Philorinum sordidum (Stephens, 1834)